# Samsung Galaxy Note
Samsung Galaxy Note (N7000, також GT-N7000; інший варіант — I9220) — інноваційний пристрій лінійки Galaxy на базі ОС Android, що відрізняється від багатьох мобільних пристроїв більшою діагоналлю дисплея, яка перевищує 5 дюймів. Був анонсований на виставці IFA 2011 у Берліні (Німеччина). Пристрій поєднує характеристики як смартфона, так і планшета, може стати замінником блокнота і щоденника завдяки smart-ручці S Pen, що поставляється у комплекті з Samsung Galaxy Note.

## Апаратне забезпечення

### Процесор та пам'ять
Samsung Galaxy Note обладнаний двоядерним процесором ARM Cortex-A9 Samsung на базі чипа Exynos 4 Dual (4210) з тактовою частотою 1.4 ГГц. Це забезпечує високу швидкодію та бездоганну роботу інтерфейсу користувача. Пристрій має 1 ГБ оперативної пам'яті і 16/32 ГБ вбудованої пам'яті. Також є слот microSD (до 32 ГБ). Графічний процесор — Mali 400MP.

### Дисплей
Пристрій обладнаний 5,3-дюймовим дисплеєм HD Super AMOLED з роздільною здатністю 1280x800, який відображає до 16 млн кольорів та забезпечує більш високу якість картинки, ніж звичайні HD-екрани. Висока роздільна здатність дисплея забезпечує комфортний перегляд презентацій Power Point, вебсторінок, електронних книг практично без прокрутки та зміни масштабу. Екран може ділитися при одночасному запуску декількох вбудованих сервісів, що позбавляє користувача від необхідності часто перемикатися між вікнами відкритих програм. Дисплей має кут огляду у 180 градусів, показуючи повноцінне зображення незалежно від того, звідки на нього дивляться. Сенсорний екран має систему рукописного вводу S Pen.

### Камера
Пристрій обладнаний двома камерами: основна (тильна) — 8-мегапіксельна з LED-спалахом. Фронтальна — 2-мегапіксельна. Основною камерою Samsung Galaxy Note можна знімати відео з якістю FullHD (1080p) зі швидкістю 30 кадрів в секунду. Автофокус має як автоматичну, так і ручну настройку.

## Операційна система та функціональні особливості

### ОС
Samsung Galaxy Note працює на базі операційної системи Android 2.3 (Gingerbread) з оболонкою Touch Wiz (інтерфейс смартфонів Samsung, орієнтований на сенсорне управління). Існує можливість оновлення операційної системи до Android 4 (Ice Cream Sandwich) та Android 4.1.2 (Jelly Bean) за допомогою програми Samsung Kies.

### Функціональні особливості Samsung Galaxy Note
У інтелектуальному календарі S Planner можна розпланувати свій день, якщо зазначити на сторінці з потрібною датою усі намічені події — як у вигляді записів, так і у вигляді картинок з підписами. При вводі рукописного тексту за допомогою S Pen запис перетворюється у електронний формат і додається у розклад.
Мультимедійна технологія S Memo використовується для запису контенту будь-якого формату. Фото, голосові записи, надрукований текст, рукописні записи та малюнки записуються та зберігаються у вигляді нотаток (memo). До них можна зробити анотації, відредагувати та поділитися з іншими власниками пристроїв Samsung, що підтримують цю технологію.
S Choice — це спеціальний розділ онлайн-магазину Samsung Apps, у якому зібране все мобільне програмне забезпечення, оптимізоване для роботи з Galaxy Note та його пером S Pen.
Samsung Galaxy Note має набір соціальних сервісів Samsung Hub, що пропонують розважальний контент, сучасні мобільні ігри та доступ до соціальних мереж.
Social Hub надає доступ до всіх повідомлень у інтернет-месенджері та соціальних мережах, електронній пошті з підтримкою push-технології.
Reader's Hub надає можливість переглядати за допомогою смартфона популярні журнали, газети, а також художню літературу різними мовами.
Music Hub пропонує доступ до мільйонів музичних композицій, рекомендації щодо нових альбомів, які можуть сподобатися користувачеві, можливість безкоштовно прослухати композиції 30-60 секунд, щоб вибрати потрібні.

## Огляд пристрою
- Огляд смартфона Samsung Galaxy Note N7000
- Детальний огляд Android-смартфону Samsung Galaxy Note (GT-N7000) на gagadget.com [Архівовано 14 жовтня 2012 у Wayback Machine.] (рос.)
- Samsung Galaxy Note [Архівовано 1 квітня 2013 у Wayback Machine.] (рос.)

## Відео
- Офіційне відео-посібник для Samsung Galaxy Note (англ.)
- Огляд Samsung Galaxy Note [Архівовано 18 жовтня 2012 у Wayback Machine.] (англ.)
- Samsung Galaxy Note. Народила цариця в ніч … [Архівовано 11 травня 2014 у Wayback Machine.] (рос.)